# Calostemma luteum
Calostemma luteum là một loài thực vật có hoa trong họ Amaryllidaceae. Loài này được Sims mô tả khoa học đầu tiên năm 1819.

## Hình ảnh

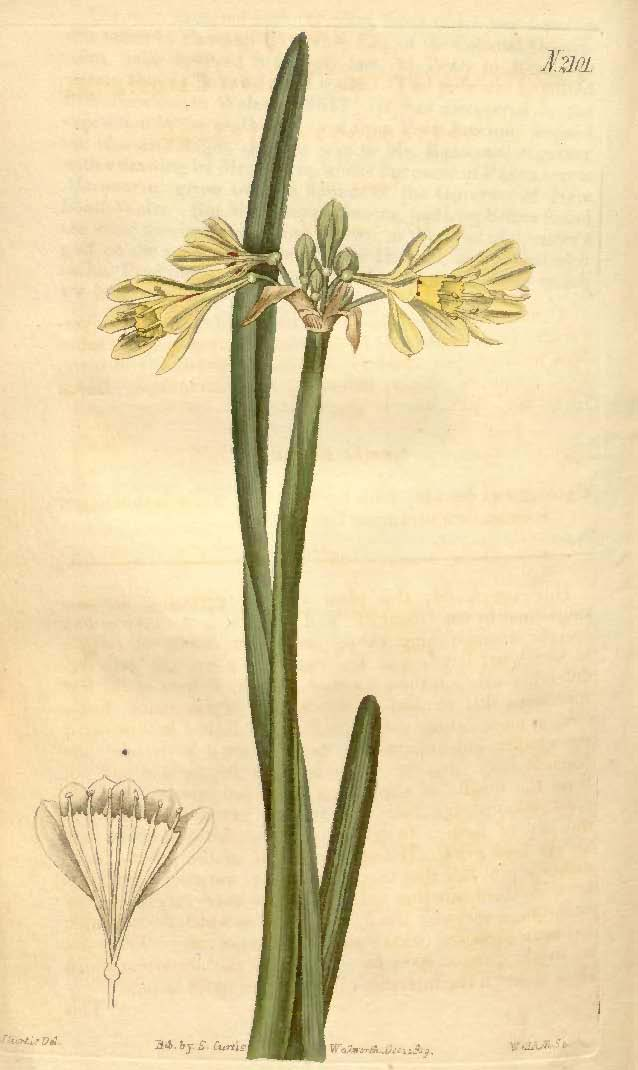
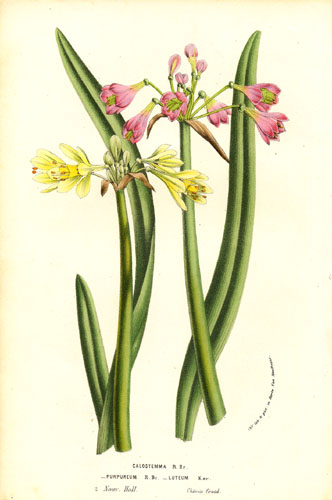